# سامبال (سس)
سامبال (انگلیسی: Sambal) یک سس تند یا عصاره اندونزیایی است، که به‌طور معمول از مخلوط کردن انواع فلفل تند با مواد فرعی همچون سس میگو، سیر، زنجبیل، شالت، پیازچه، شکر پالم و آبلیمو تهیه می‌شود. کلمه سامبال از زبان اندونزیایی با منشأ کلمه زبان جاوه ای (sambel) گرفته شده‌است. مبدأ این خوراکی از آشپزی سنتی اندونزیایی است، ضمن اینکه بخش جداناپذیر از آشپزی سنگاپوری، مالزیایی، برونئی و سریلانکایی می‌باشد. هم چنین به واسطهٔ جوامع اندونزی خارج از کشور، در هلند و سورینام شیوع پیدا کرده‌است.
سبک‌های گوناگون تهیه سامبال، به‌طور معمول به عنوان چاشنی‌های تند در کنار غذاهایی همانند لالاب (سبزیجات خام) (lalab)، ایکان باکار (ماهی کبابی)، ایکان گورنگ (ماهی سوخاری)، آیام گورنگ (مرغ سوخاری)، آیام پنیت (مرغ ریز ریز شده) (ayam penyet)، ایگا پنیت (دنده کباب گوشت گاو) (iga penyet) و سوپ‌های مختلف سوتو ارائه می‌شود. در اندونزی، ۲۱۲ نوع سامبال وجود دارد، که خاستگاه بیشتر آنها در جاوه می‌باشد.